# Laïta
Die Laïta (Bretonisch Laeta) ist ein etwa 17 Kilometer langes Ästuar in der Bretagne, Frankreich. Sie durchquert das Département Finistère und bildet auf dem größten Teil ihres Verlaufes dessen Grenze zum Département Morbihan.

## Verlauf

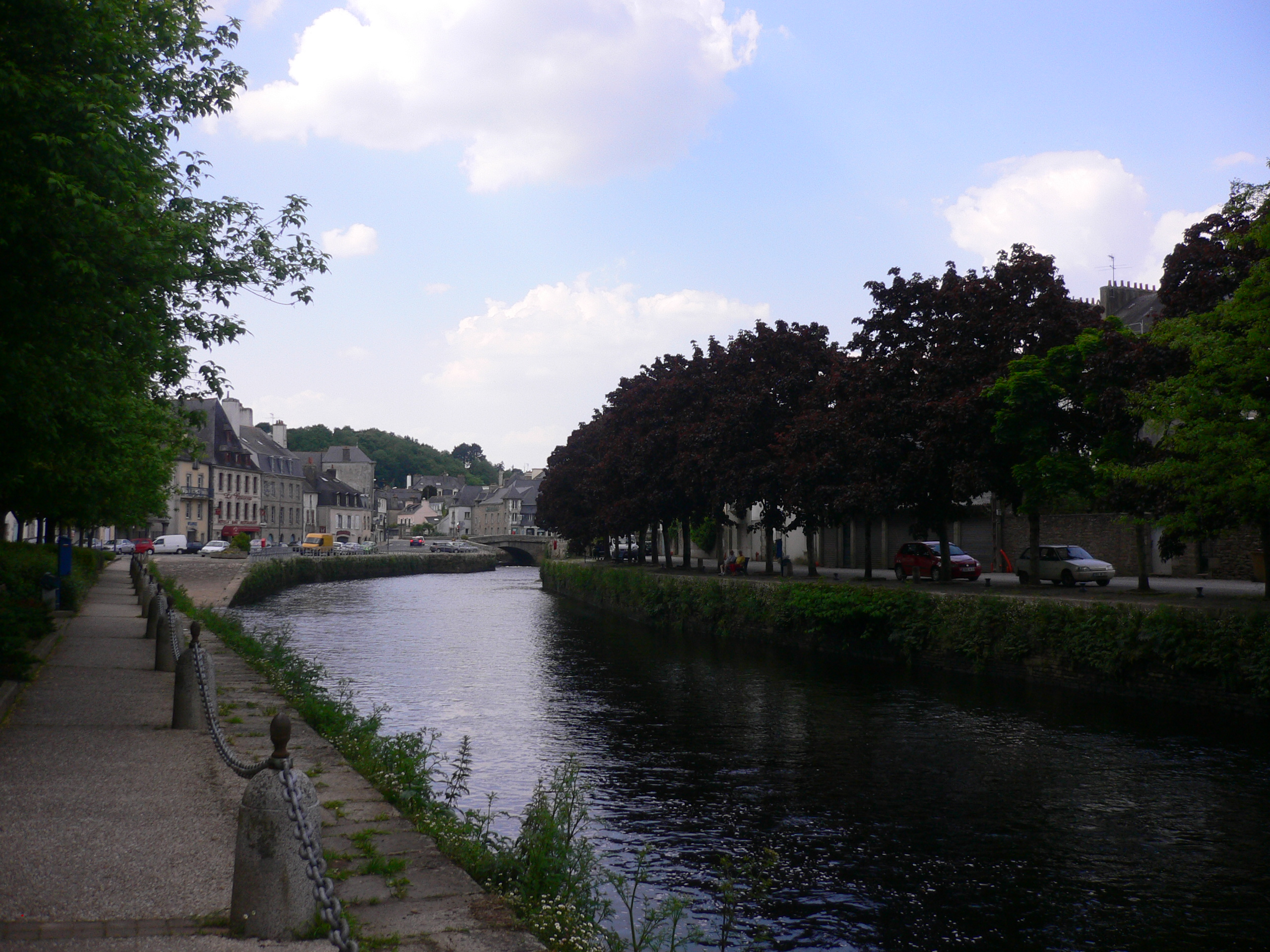
Die Laïta in Quimperlé

Die Laïta ist der Mündungsarm des Flusses Ellé (auf Bretonisch Ele) und beginnt etwa bei der Einmündung von dessen rechtem Nebenfluss Isole (auf Bretonisch Izol) im Zentrum von Quimperlé. In ihrem gesamten Verlauf ist die Laïta von den Gezeiten beeinflusst, ihr Tal gehört zum Typus der Ria, in der Bretagne als Aber bezeichnet. 

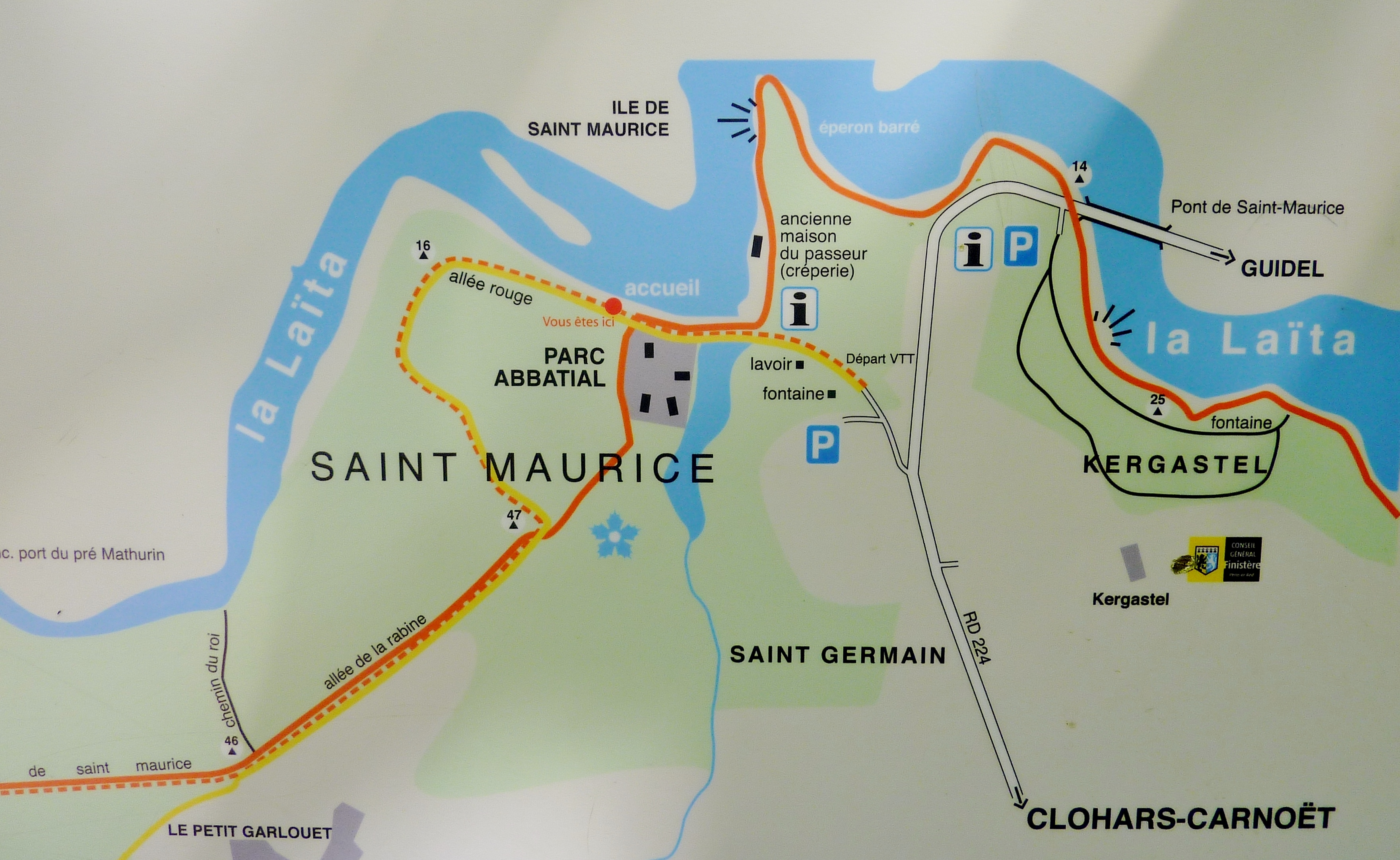
Laïta an der Abbaye Saint-Maurice

Die Laïta fließt durchgehend in südlicher Richtung und hat sich tief in die umgebende Landschaft eingeschnitten. Der Königsfelsen (Rocher Royal) am rechten Ufer erhebt sich nahezu 70 m über den Fluss; dort befinden sich auch Überreste einer ehemaligen Burg. Über etwa die Hälfte seiner Länge verläuft der Fluss am Ostrand eines Waldgebietes (Forêt de Carnoët). Der auch als Rivière du Pouldu bezeichnete Unterlauf mündet zwischen Le Pouldu und Guidel-Plages in der Bucht von Pouldu (Anse du Pouldu, Teil des Golfs von Biskaya) in den Atlantischen Ozean. Ihr fließen drei Bäche zu, der Ruisseau de Dourdu, der Ruisseau de Pont Douar und der Ruisseau du Quinquis.

## Hydrologie
Nach starken Überschwemmungen 2001 im Stadtgebiet von Quimperlé wurde das gesamte Einzugsgebiet im Jahr 2009 zum Schéma d'aménagement et de gestion des eaux (Sage) erklärt; dadurch soll der Abfluss der Gewässer reguliert, die Wasserqualität verbessert und die Ökologie angrenzender Uferflächen, zugleich auch der küstennahen Muschelkulturen geschützt werden. Der WWF hingegen hat Ende 2010 eine Initiative ins Leben gerufen, um das Flusssystem zu einem Wildgewässer zu renaturieren.

## Querungen

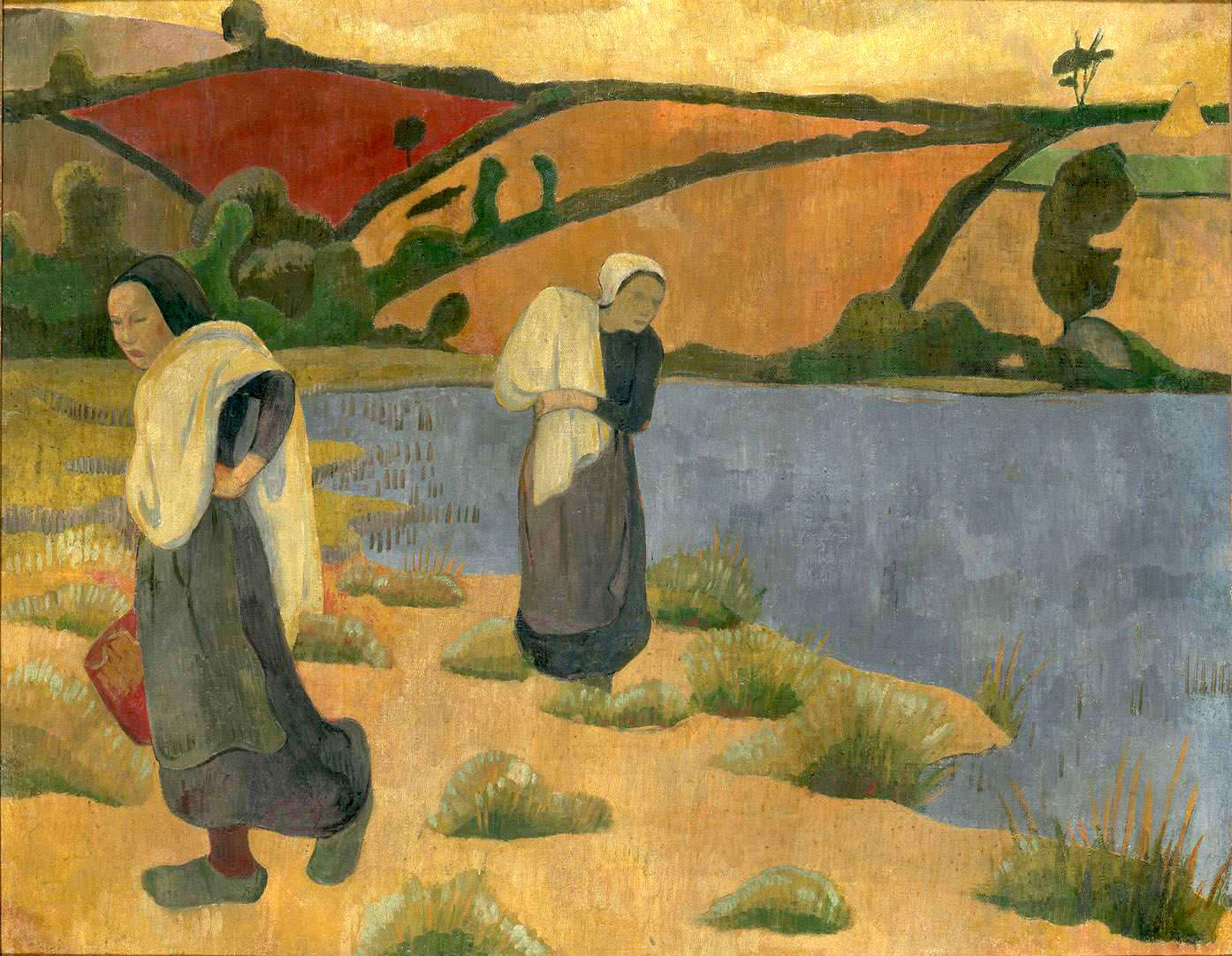
Die Wäscherinnen an der Laïta
(Paul Sérusier)

Drei Bauwerke überspannen das Tal: Am südlichen Stadtrand von Quimperlé die Brücke der autobahnähnlich ausgebauten Route nationale 165 und ein 1862 errichtetes Eisenbahnviadukt, dazu eine weitere Straßenbrücke nahe dem ehemaligen Kloster Saint-Maurice-de-Carnoët im Verlauf der Route départementale D 224/D 162 zwischen Clohars-Carnoët und Guidel.

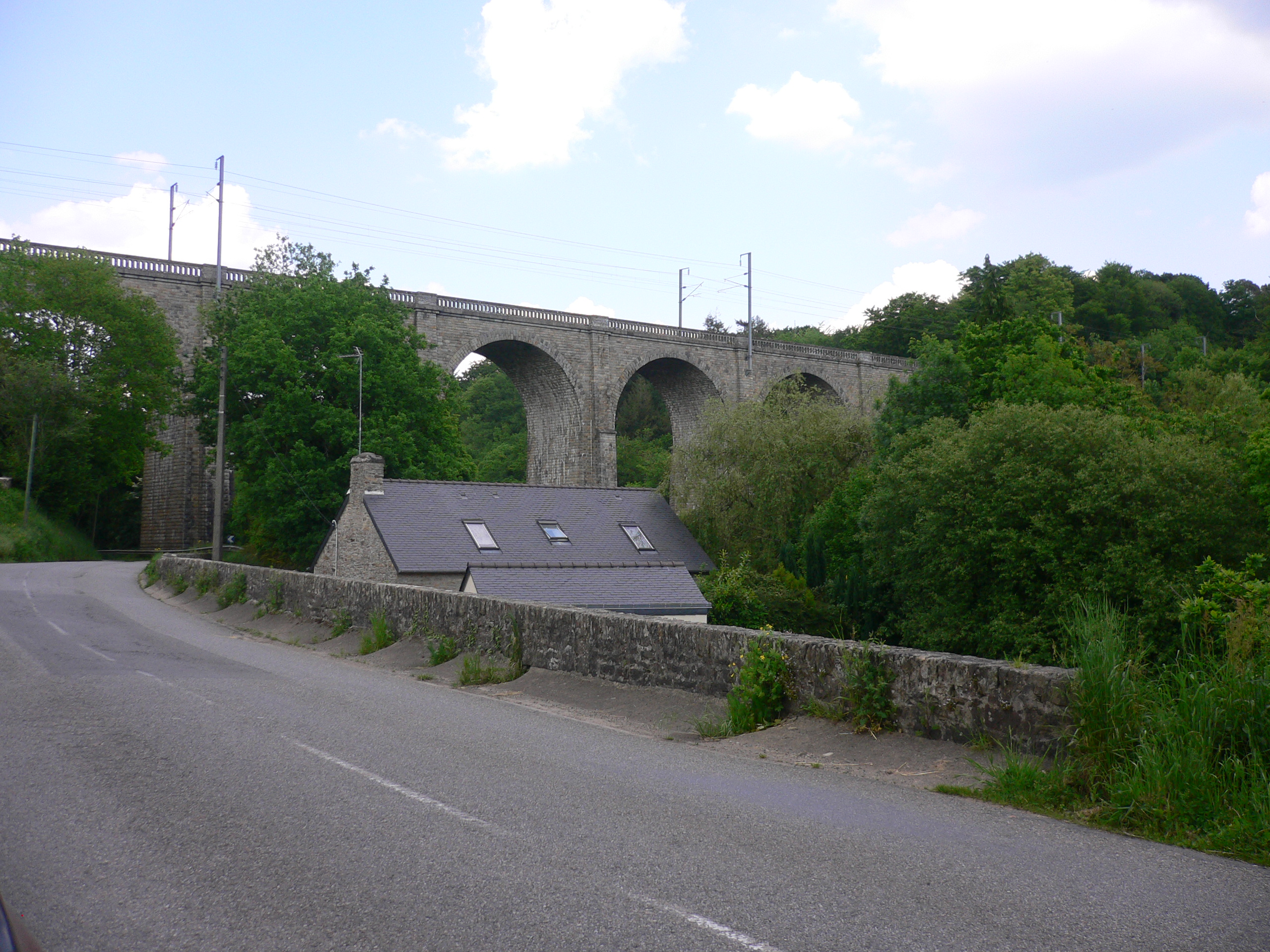
Viadukt über die Laïta

In der Sommersaison verkehrt eine Personenfähre zwischen dem Jachthafen (port de plaisance) von Le Pouldu und Guidel-Plages.

## Die Landschaft als Kunstmotiv
Die Umgebung hat den Gauguin-Schüler Paul Sérusier zu seinem Gemälde Les Laveuses à la Laïta, près du Pouldu (Die Wäscherinnen an der Laïta, nahe Le Pouldu, siehe Abbildung rechts) von 1892 inspiriert. Auch Gauguin selbst, der sich in dieser Zeit wiederholt in der nahe gelegenen Künstlerkolonie von Pont-Aven aufhielt und von 1889 bis 1893 zusammen mit Jacob Meijer de Haan in Le Pouldu wohnte, hat längs der Laïta häufig Spaziergänge unternommen. Heute verläuft in Flussnähe am westlichen Ufer auch ein Paul-Gauguin-Weg.
Schon früher, um die Mitte des 19. Jahrhunderts, hatte Paul Huet La Laïta à marée haute dans la forêt de Quimperlé (Die Laïta bei Flut im Wald von Quimperlé) geschaffen. Auch später haben Künstler Motive rund um den Fluss aufgegriffen, so beispielsweise Henri Rivière (Voiliers sur la Laïta / Segelboote auf der Laïta, 1899) oder, im 21. Jahrhundert, André Méhu (Chez François au port du Bas Pouldu / Bei François am Hafen von le Bas Pouldu).